# Bénouville (Calvados)
Bénouville is een gemeente in het Franse departement Calvados (regio Normandië) en telt 1924 inwoners (2005). De plaats maakt deel uit van het arrondissement Caen. Bénouville telde op 1 januari 2022 2.001 inwoners. De Pegasusbrug, een belangrijk doelwit tijdens de Operatie Overlord, ligt over het kanaal van Caen en verbindt Bénouville met Ranville.

## Geografie
De oppervlakte van Bénouville bedroeg op 1 januari 2022 5,28 vierkante kilometer; de bevolkingsdichtheid was toen 379 inwoners per km².
De onderstaande kaart toont de ligging van Bénouville met de belangrijkste infrastructuur en aangrenzende gemeenten.

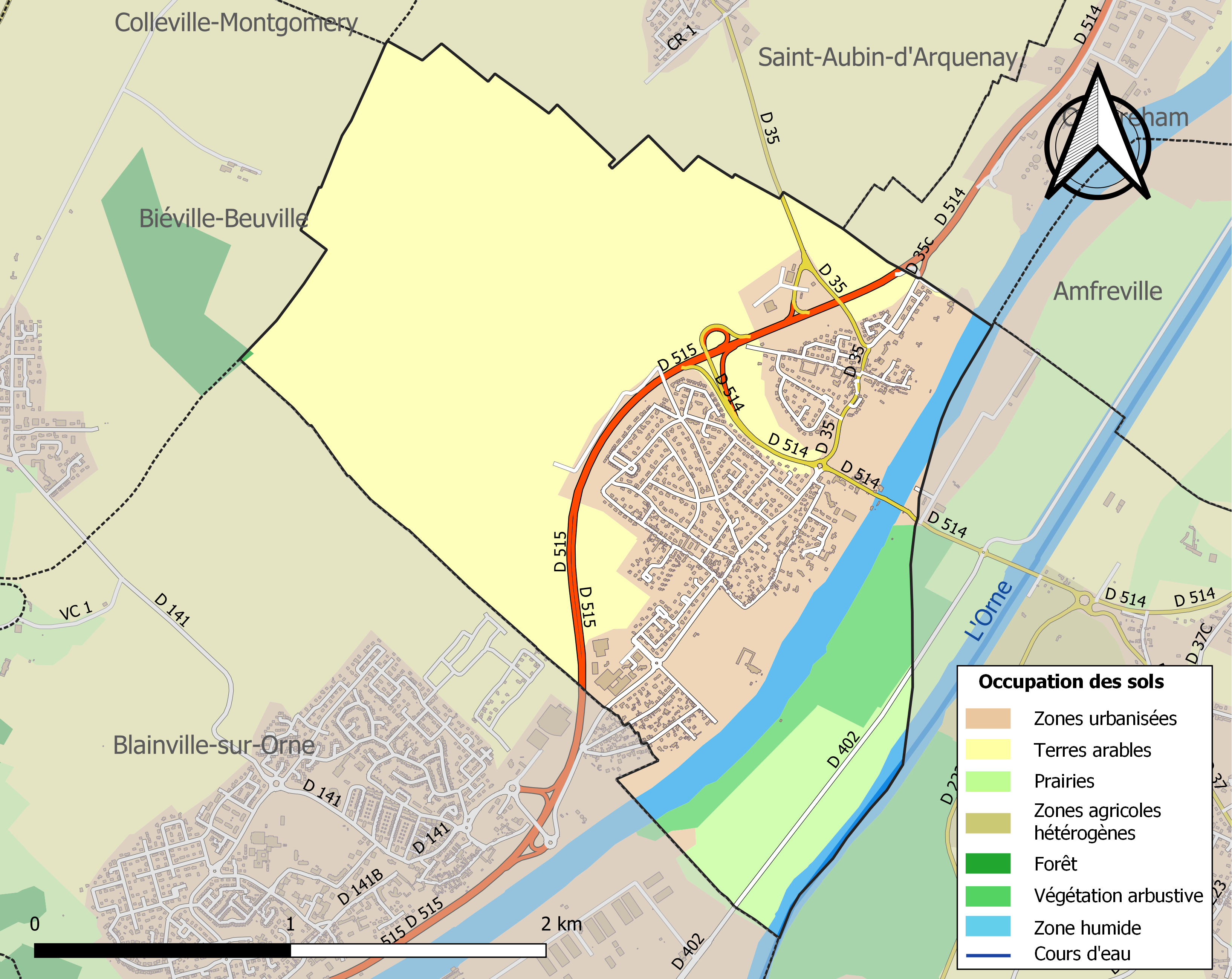

## Demografie
Onderstaande figuur toont het verloop van het inwonertal (bron: INSEE-tellingen).

Vanwege een beveiligingsprobleem met de MediaWiki Graph-software is het momenteel niet mogelijk deze grafiek weer te geven. Zodra de software is bijgewerkt zal de grafiek vanzelf weer zichtbaar worden.

## Geboren
- Gérard Lenorman (9 februari 1945), zanger
- Thierry Marie (25 juni 1963), wielrenner